# Full Circle (Pennywise)
Full Circle är den amerikanska punkrockgruppen Pennywise fjärde album, utgiven den 22 april 1997.

## Låtlista
1. "Fight Till You Die" – 2:22
2. "Date With Destiny" – 2:55
3. "Get a Life" – 2:56
4. "Society" – 3:24
5. "Final Day" – 3:11
6. "Broken" – 2:46
7. "Running Out of Time" – 2:21
8. "You'll Never Make It" – 2:35
9. "Every Time" – 3:37
10. "Nowhere Fast" – 2:56
11. "What If I" – 2:55
12. "Go Away" – 1:51
13. "Did You Really?" – 2:51
14. "Bro Hymn (Tribute)" 5:30